# Paweł Wypych
Paweł Wypych née le 20 février 1968 à Otwock (banlieue de Varsovie) et mort le 10 avril 2010 lors de l'accident de l'avion présidentiel polonais à Smolensk. Il était secrétaire d'État à la chancellerie de la présidence, ancien vice-ministre du Travail et président de la Sécurité sociale. Il fit des études d'histoire à l'université de Varsovie. 

## Biographie
De 1987 à 1999, il fut scout puis chef au sein de l'organisation du scoutisme polonais. 
De 1990 à 2003, il fut conseiller dans l'équipe municipale du quartier de Prague Sud de Varsovie.

## Accident d'avion
Le 10 avril 2010 à 10 h 41 heure locale (6 h 41 UTC), le Tupolev 154 transportant le président polonais Lech Kaczyński s'écrase lors d'une tentative d'atterrissage sur l'aéroport de Smolensk-nord, ne laissant aucun survivant parmi les 96 personnes à bord. Outre le chef de l'État, son épouse Maria Kaczyńska, le chef d'état-major des armées Franciszek Gągor ainsi que les dirigeants des différents corps de l'armée polonaise, le gouverneur de la Banque nationale de Pologne, le vice-ministre des Affaires étrangères, des membres des deux chambres parlementaires (dont les vice-présidents des deux chambres), des membres du cabinet présidentiel, des membres du clergé polonais et des représentants des familles des martyrs de Katyń périssent dans cette catastrophe. Paweł Wypych perdit la vie lors de ce crash de l'avion présidentiel.